# 大宮神社 (山鹿市)

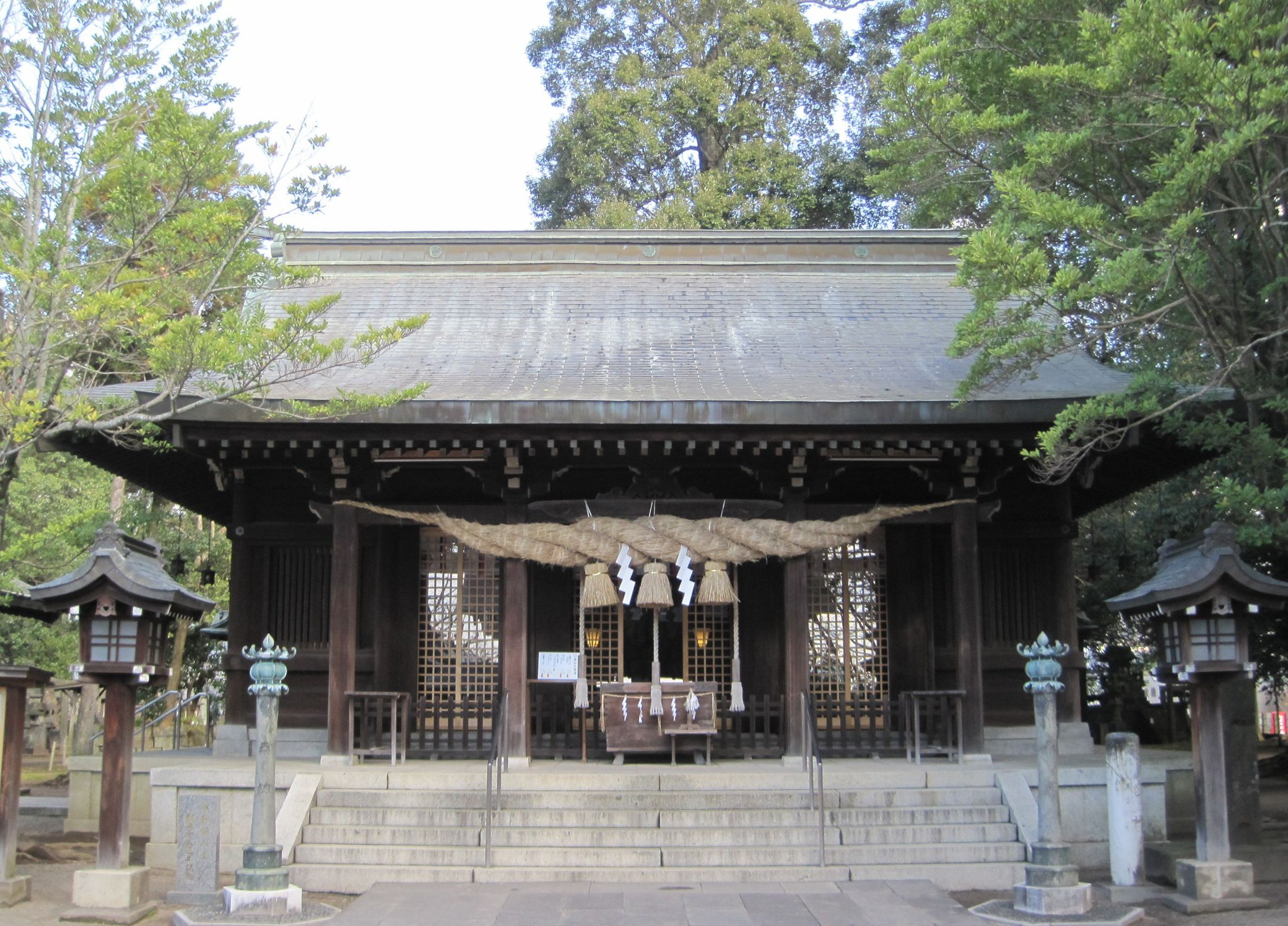
大宮神社 (山鹿市)

大宮神社是鎮座於熊本縣山鹿市的一間神社。主祭神為景行天皇，另祭祀阿蘇十二神。舊社格為縣社。

## 由來
傳說第12代景行天皇巡視筑紫（九州）之際，在目前的社地建造了一座行宮。而此行宮就是大宮神社的起源。
1072年（延久4年），菊池則隆將阿蘇十二神的分靈請至大宮神社，並捐贈了田地36町步。作為山鹿的鎮守，受到了代代領主、藩主們的尊崇。1871年（明治4年），改稱為山鹿神宮。1940年（昭和15年）改稱為大宮神社，1943年（昭和18年）成為縣社。
神域約1萬平方公尺，境內有八坂神社和保存奉納燈籠的「燈籠殿」，猿田彥石碑群等。

## 祭神
- 景行天皇
- 阿蘇十二神

## 例祭日

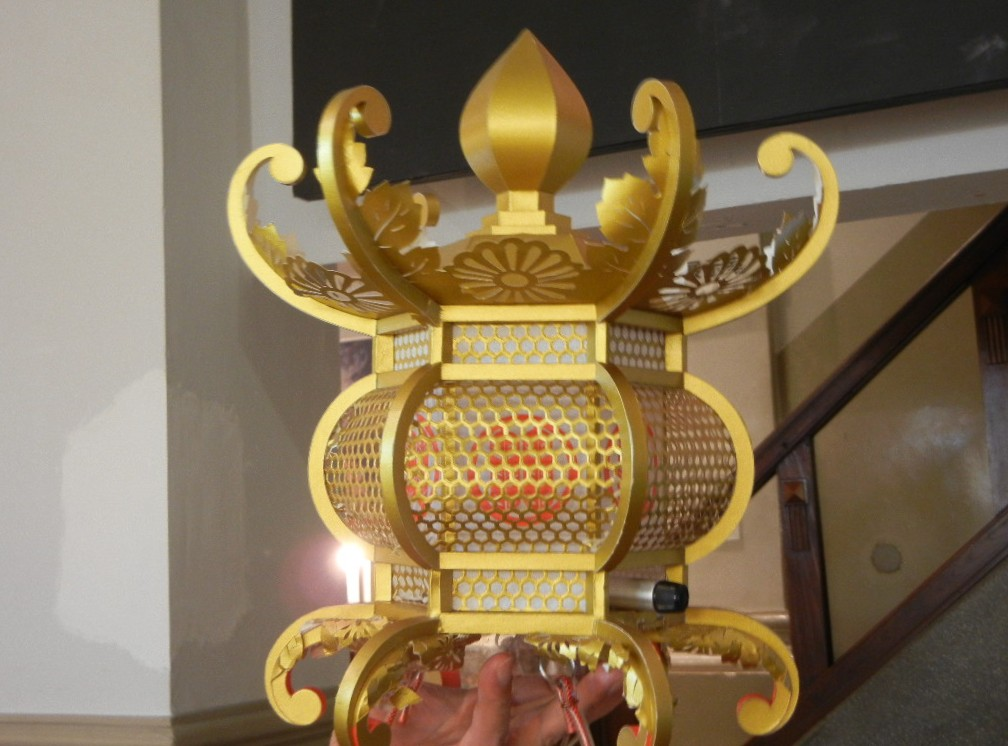
山鹿燈籠

- 山鹿燈籠8月15日、16日 - 山鹿燈籠祭
- 11月15日 - 秋季例大祭

## 山鹿燈籠祭
8月15日、16日的例行大祭「山鹿燈籠祭」為全國知名的祭典之一。起源於景行天皇巡視時因大霧迷失方向，當地人們舉起火把引導天皇至山鹿地區時。文祿年間（1592年 - 1596年）由火把改成紙做燈籠進行供奉。

## 境內社
- 八坂神社 - 為京都八坂神社的分社。例大祭為6月15日的「犬子葫蘆祭」。

## 外部連結
大宮神社 （页面存档备份，存于）（日文）
1. ↑  .   [2016-07-08]. （原始内容存档于2016-08-13）.